# Gobierno Bettel II
El gobierno Bettel II fue el gobierno del Gran Ducado de Luxemburgo desde el 5 de diciembre de 2018 hasta el 17 de noviembre de 2023, bajo la 34 legislatura de la Cámara de Diputados.
Dependiendo de su composición, puede referirse a la:
- Gobierno de Bettel-Schneider-Braz del 5 de diciembre de 2018 al 11 de octubre de 2019;
- Gobierno de Bettel-Schneider-Bausch del 11 de octubre de 2019 al 4 de febrero de 2020;
- Gobierno de Bettel-Kersch-Bausch del 4 de febrero de 2020 al 5 de enero de 2022 ;
- Gobierno de Bettel-Lenert-Bausch desde 5 de enero de 2022.

Estuvo liderada por el liberal Xavier Bettel, nuevamente vencedor de las elecciones legislativas de 2018 y formada por una coalición entre el Partido Democrático (DP), el Partido Socialista Obrero de Luxemburgo (LSAP) y Los Verdes (DG). Sucedió al Gobierno Bettel-Schneider I.

## Historial de mandatos
El primer ministro liberal, Xavier Bettel, volvió a liderar este gobierno renovado, apoyado por una coalición centrista conocida como “Coalición Gambia— — los colores de los partidos políticos miembros de la coalición recuerdan a los de esa bandera, entre el Partido Socialista Obrero de Luxemburgo (LSAP), el Partido Democrático (DP) y los Verdes (DG). Juntos, tienen 31 diputados de 60, 51,6% de curules en la Cámara de Diputados.
Se formó tras las elecciones legislativas de 2018. Por lo tanto, sucedió al Gobierno Bettel-Schneider I.
El Primer Ministro y su gobierno asumieron oficialmente el cargo el 5 de diciembre de 2018. El socialista Etienne Schneider se completa en sus funciones como vice primer ministro por el ecologista Félix Braz.
El 22 de agosto de 2019, Félix Braz sufrió un infarto en Bélgica mientras estaba de vacaciones. De hecho, aún permanece hospitalizado en cuidados intensivos y no puede desempeñar sus funciones como ministro. En la reunión del consejo de gobierno de regreso a la escuela el 6 de septiembre, el primer ministro Xavier Bettel informó, en consulta con el partido de los Verdes, que el Gran Duque había firmado un decreto del Gran Ducado que asignaba temporalmente el Ministerio de Justicia al Ministro Sam Tanson. El partido también votó por el nombramiento de Henri Kox para hacerse cargo de la cartera de vivienda dada a conocer por el ministro. El nuevo gobierno presentado por el Primer Ministro fue validado por el Gran Duque el 11 de octubre.
El 4 de febrero de 2020, Franz Fayot ingresó al gobierno como Ministro de Cooperación y Acción Humanitaria y Ministro de Economía debido a la renuncia de Etienne Schneider. Dan Kersch fue nombrado vice primer ministro manteniendo sus carteras ministeriales. Por su parte Paulette Lenert, fue nombrada Ministra de Salud y Ministra Delegada para la Seguridad Social, manteniendo su cartera de Ministra de Protección al Consumidor. En julio de 2020, Henri Kox vio evolucionar sus habilidades ministeriales. Así, fue nombrado Ministro encargado de la Seguridad Interior y dejó de estar bajo la tutela de François Bausch por decisión del Consejo de Gobierno. Por su parte, François Bausch conserva las carteras de Defensa, Movilidad y Obras Públicas.

## Gabinete Ministerial

### Primer Ministro del Gran Ducado de Luxemburgo
| Fotografía | Primer Ministro | Período                | Período                 | Partido | Partido |
| Fotografía | Primer Ministro | Inicio                 | Fin                     | Partido | Partido |
| ---------- | --------------- | ---------------------- | ----------------------- | ------- | ------- |
|            | Xavier Bettel   | 4 de diciembre de 2013 | 17 de noviembre de 2023 |         |         |

### Vice primeros ministros del Gran Ducado de Luxemburgo
| Fotografía                  | Titular           | Período                | Período                 | Partido | Partido |
| Fotografía                  | Titular           | Inicio                 | Fin                     | Partido | Partido |
| --------------------------- | ----------------- | ---------------------- | ----------------------- | ------- | ------- |
| Primer Viceprimer Ministro  |                   |                        |                         |         |         |
|                             | Etienne Schneider | 4 de diciembre de 2013 | 4 de febrero de 2020    |         |         |
|                             | Dan Kersch        | 4 de febrero de 2020   | 5 de enero de 2022      |         |         |
|                             | Paulette Lenert   | 5 de enero de 2022     | 17 de noviembre de 2023 |         |         |
| Segundo Viceprimer Ministro |                   |                        |                         |         |         |
|                             | Félix Braz        | 5 de diciembre de 2018 | 11 de octubre de 2019   |         |         |
|                             | François Bausch   | 11 de octubre de 2019  | 17 de noviembre de 2023 |         |         |

### Ministerios
| Ministerio                                            | Fotografía             | Titular            | Período                 | Período                 | Partido | Partido |
| Ministerio                                            | Fotografía             | Titular            | Inicio                  | Fin                     | Partido | Partido |
| ----------------------------------------------------- | ---------------------- | ------------------ | ----------------------- | ----------------------- | ------- | ------- |
| Agricultura, Viticultura y Desarrollo Rural           |                        | Romain Schneider   | 4 de diciembre de 2013  | 5 de enero de 2022      |         |         |
| Agricultura, Viticultura y Desarrollo Rural           |                        | Claude Haagen      | 5 de enero de 2022      | 17 de noviembre de 2023 |         |         |
| Asuntos Exteriores y Europeos                         |                        | Jean Asselborn     | 31 de julio de 2004     | 17 de noviembre de 2023 |         |         |
| Inmigración y Asilo                                   | 4 de diciembre de 2013 | Jean Asselborn     | 17 de noviembre de 2023 |                         |         |         |
| Comunicaciones y Medios                               |                        | Xavier Bettel      | 4 de diciembre de 2013  | 17 de noviembre de 2023 |         |         |
| Cooperación para el Desarrollo y Asuntos Humanitarios |                        | Paulette Lenert    | 17 de abril de 2023     | 4 de febrero de 2020    |         |         |
| Cooperación para el Desarrollo y Asuntos Humanitarios |                        | Franz Fayot        | 4 de febrero de 2020    | 17 de noviembre de 2023 |         |         |
| Cultura                                               |                        | Sam Tanson         | 5 de diciembre de 2018  | 17 de noviembre de 2023 |         |         |
| Deportes                                              |                        | Dan Kersch         | 5 de diciembre de 2018  | 5 de enero de 2022      |         |         |
| Deportes                                              |                        | Georges Engel      | 5 de enero de 2022      | 17 de noviembre de 2023 |         |         |
| Economía                                              |                        | Etienne Schneider  | 1 de febrero de 2012    | 4 de febrero de 2020    |         |         |
| Economía                                              |                        | Franz Fayot        | 4 de febrero de 2020    | 17 de noviembre de 2023 |         |         |
| Educación Nacional, Infancia y Juventud               |                        | Claude Meisch      | 4 de diciembre de 2013  | 17 de noviembre de 2023 |         |         |
| Educación Superior e Investigación                    |                        | Claude Meisch      | 4 de diciembre de 2013  | 17 de noviembre de 2023 |         |         |
| Familia, Integración y Gran Región                    |                        | Corinne Cahen      | 4 de diciembre de 2013  | 15 de junio de 2023     |         |         |
| Familia, Integración y Gran Región                    |                        | Max Hahn           | 15 de junio de 2023     | 17 de noviembre de 2023 |         |         |
| Finanzas                                              |                        | Pierre Gramegna    | 4 de diciembre de 2013  | 5 de enero de 2022      |         |         |
| Finanzas                                              |                        | Yuriko Backes      | 5 de enero de 2022      | 17 de noviembre de 2023 |         |         |
| Función Pública y Relaciones con el Parlamento        |                        | Marc Hansen        | 5 de diciembre de 2018  | 17 de noviembre de 2023 |         |         |
| Interior                                              |                        | Taina Bofferding   | 5 de diciembre de 2018  | 17 de noviembre de 2023 |         |         |
| Igualdad de Oportunidades                             |                        | Taina Bofferding   | 5 de diciembre de 2018  | 17 de noviembre de 2023 |         |         |
| Justicia                                              |                        | Félix Braz         | 4 de diciembre de 2013  | 6 de septiembre de 2019 |         |         |
| Justicia                                              |                        | Sam Tanson         | 6 de septiembre de 2019 | 17 de noviembre de 2023 |         |         |
| Medio Ambiente, Clima y Desarrollo Sostenible         |                        | Carole Dieschbourg | 4 de diciembre de 2013  | 22 de abril de 2022     |         |         |
| Medio Ambiente, Clima y Desarrollo Sostenible         |                        | Claude Turmes      | 22 de abril de 2022     | 2 de mayo de 2022       |         |         |
| Medio Ambiente, Clima y Desarrollo Sostenible         |                        | Joëlle Welfring    | 2 de mayo de 2022       | 17 de noviembre de 2023 |         |         |
| Pequeñas, Medianas Empresas y Turismo                 |                        | Lex Delles         | 5 de diciembre de 2018  | 17 de noviembre de 2023 |         |         |
| Planificación Territorial y Energía                   |                        | Claude Turmes      | 5 de diciembre de 2018  | 17 de noviembre de 2023 |         |         |
| Protección del Consumidor                             |                        | Paulette Lenert    | 5 de diciembre de 2018  | 17 de noviembre de 2023 |         |         |
| Reforma Administrativa                                |                        | Xavier Bettel      | 5 de diciembre de 2018  | 17 de noviembre de 2023 |         |         |
| Salud                                                 |                        | Etienne Schneider  | 5 de diciembre de 2018  | 4 de febrero de 2020    |         |         |
| Salud                                                 |                        | Paulette Lenert    | 4 de febrero de 2020    | 17 de noviembre de 2023 |         |         |
| Seguridad Interior                                    |                        | François Bausch    | 5 de diciembre de 2018  | 23 de julio de 2020     |         |         |
| Seguridad Interior                                    |                        | Henri Kox          | 23 de julio de 2020     | 17 de noviembre de 2023 |         |         |
| Seguridad Social                                      |                        | Romain Schneider   | 4 de diciembre de 2013  | 5 de enero de 2022      |         |         |
| Seguridad Social                                      |                        | Claude Haagen      | 5 de enero de 2022      | 17 de noviembre de 2023 |         |         |
| Trabajo, Empleo y Economía Social y Solidaria         |                        | Dan Kersch         | 5 de diciembre de 2018  | 5 de enero de 2022      |         |         |
| Trabajo, Empleo y Economía Social y Solidaria         |                        | Georges Engel      | 5 de enero de 2022      | 17 de noviembre de 2023 |         |         |
| Vivienda                                              |                        | Sam Tanson         | 5 de diciembre de 2018  | 11 de octubre de 2019   |         |         |
| Vivienda                                              |                        | Henri Kox          | 11 de octubre de 2019   | 17 de noviembre de 2023 |         |         |